# Rue Vieille Montagne
La rue Vieille Montagne est une rue du quartier du Nord à Liège en Belgique.

## Odonymie
Comme la place de la Vieille Montagne voisine, son nom fait référence à la Société des mines et fonderies de zinc de la Vieille-Montagne.

## Voies adjacentes
- Place de la Vieille Montagne
- Rue Saint-Léonard